# Copa RFER de rugbi femenina
La Copa RFER de rugbi femenina és una competició esportiva de clubs de rugbi femenins espanyols. Se celebrà per primer cop la temporada 2023-24 per tal de millorar el nivell de competitivitat del rugbi femení. De caràcter anual, és organitzada per la Federació Espanyola de Rugbi. Hi participen els setze equips de la Lliga Iberdrola i de la Divisió d'Honor B agrupats en quatre grups geogràfics: Llevant, Nord, Centre i Sur. Els quatre millors classificats de cadascun del grups disputa la fase final, que es celebra en format d'eliminatòries directes amb semifinals i final. El Silicius Rugby Majadahonda es proclamà primer campió de la competició.

## Historial
| En negreta = Equip guanyador (1) = Nombre de títols (prò.) = Pròrroga Nota: Noms dels equips segons l'època. |

| Edició | Temp.   | Data       | Campió             | Resultat | Finalista              | Seu                            | refs. |
| ------ | ------- | ---------- | ------------------ | -------- | ---------------------- | ------------------------------ | ----- |
| I      | 2023-24 | 21-04-2024 | CR Majadahonda (1) | 13-10    | CRAT Residencia Rialta | Camp Las Terrazas, Majadahonda | [ 2 ] |